# Natasha Lyonne
Natasha Bianca Lyonne Braunstein (New York, 1979. április 4. –) amerikai színésznő, forgatókönyvíró, rendező és producer.
Legismertebb alakítása Nicky Nichols a Netflix Narancs az új fekete (2013–2019) című sorozatában, mellyel 2014-ben Primetime Emmy-jelölést kapott. A 2019-ben bemutatott, ugyancsak Netflixes Végtelen matrjoska című sorozatot, valamint a 2023-as Poker Face című sorozatot megalkotóként, vezető producerként, forgatókönyvíróként, valamint főszereplőként is jegyzi.
Emlékezetesebb filmszerepe volt Jessica az Amerikai pite filmekben (1999 és 2012 között). További filmjei közé tartozik A varázsige: I love you (1996), a Beverly Hills csórói (1998), a Detroit Rock City (1999), a Mentsd meg a pom-pom lányt! (1999), a Horrorra akadva 2. (2001), A szürke zóna (2001), a Kate és Leopold (2001), a Party szörnyek (2003), a Penge – Szentháromság (2004), A (sz)ex az oka mindennek (2015), a Hello, Doris vagyok (2015), A párterápia (2016) és az Ad Astra – Út a csillagokba (2019).
2023-ban a Time magazin a világ száz legbefolyásosabb embereinek egyikévé választotta.

## Élete és pályafutása
New York Cityben született 1979-ben Aaron Braunstein és Buchinger Ivett gyermekeként. Apja rádiós műsorvezető, autóversenyző és ökölvívó-mérkőzések promotálója volt, Al Jafee karikaturista rokona. 2013-ban indult Manhattan hatodik kerületének képviselőjelöltjeként a városi tanács választásán a demokraták színeiben. Szülei mindketten ortodox zsidó családban nevelkedtek, és őt is eszerint nevelték. Anyja Párizsban született, holokauszt-túlélő magyarországi zsidók gyermekeként. Nagyanyja, Buchinger Ella egy nagy családból származott, de a holokausztot csak ő, és négy testvére élték túl. Nagyapjának, Buchinger Móricnak óragyára volt Los Angelesben, aki a második világháborút Budapesten rejtőzködve vészelte át, zsidó származását letagadva, egy bőrgyárban.
Lyonne nyolc éves koráig a New York állambeli Great Neck-ben élt, majd szüleivel Izraelbe emigráltak, ahol másfél évet élt. Ott tartózkodása idején szerepelt az "Április bolondja" című gyerekfilmben, ami meghozta a kedvét a színészkedéshez. Szülei elváltak, ezután anyjával és bátyjával visszaköltöztek Amerikába. Itt a New York-i Ramaz School-ba járt, ami egy zsidó magániskola, és itt ismerte meg a Talmudot és tanult meg arámiul olvasni. Ám végül kicsapták, mert marihuánát próbált meg eladni iskolatársainak. Később Miamiba költöztek, ahol a Miami Country Day School-ba járt. Végül sosem érettségizett le, mert még azelőtt felvételt nyert a New York-i Egyetem Tisch Művészeti Iskolájába. Az érettségije azon múlt volna, hogy teljesíti-e az új helyen az első évét, de erre sajnos nem került sor, mert nem tudta fizetni a magas tandíjat. Egy rövid ideig a New York-i Egyetemre is járt, ahol filmművészetet és filozófiát hallgatott.
Lyonne tizenhat éves korától kezdve elhidegült a családjától: ettől kezdődően élt külön az anyjától (aki 2013-ban halt meg), apjával pedig annak 2014 októberében bekövetkezett haláláig nem is békült ki.
Gyerekkorában a Ford Modellügynökség tagja volt, így került be hat éves korában a "Pee-Wee's Playhouse" című műsorba, majd szerepelt a "Féltékenység", a "Légió mindhalálig" és a "Dennis, a komisz" című filmekben. Tizenhat évesen szerepet kapott Woody Allen "A varázsige: I love you" című filmjében, a következő tíz évben pedig rendszeresen szerepelt különböző filmekben. A "Beverly Hills csórói"-ért Teen Choice Award jelölést kapott. 1999-ben megkapta Jessica szerepét az "Amerikai pite" című filmben, amit azután a későbbi folytatásokban is eljátszott. Ezenkívül szerepelt még a "Detroit Rock City", a "Freeway II: Confessions of a Trickbaby", a "Horrorra akadva 2", "A szürke zóna", a "Kate és Leopold", a "Party szörnyek", és a "Penge – Szentháromság" című filmekben.
2007-ben a "Two Thousand Years" című darabban debütált a színházban, ezt követően néhány darabban újra felbukkant.
2013-tól 2019-ig játszotta Nicky Nichols szerepét a "Narancs az új fekete" című sorozatban, amely az első sorozatos főszerepe volt, és amelyet számos díjra jelöltek. 2019-től Nadia Vulvokov szerepében játszik a "Végtelen matrjoska" című sorozatban, melynek egyik írója, producere és rendezője is egyben. Legújabb főszerepét a 2023-ban indult "Poker Face" című sorozatban kapta.

### Rendezőként és producerként
2017-ben felkérést kapott a Kenzo kreatív igazgatóitól, Carol Limtől és Humberto Leontól, hogy rendezze meg a rövidfilm-sorozatuk ötödik epizódját. A Maya Rudolph segítségével írt forgatókönyvből készült el a "Cabiria, Charity, Charlotte" című film, amelyben szerepelt többek között Maya Rudolph, Fred Armisen, Greta Lee, Leslie Odom Jr. és Macaulay Culkin is.
Ugyanebben az évben kapott a Netflixtől nyolc epizódos berendelést saját projektje, a "Végtelen matrjoska". Az Amy Poehler és Leslye Headland közreműködésével készült sorozat 2019 februárjában debütált. A főszerepet ő játszotta, emellett íróként, vezető producerként és rendezőként is kivette a részét a munkából.
2018-ban ő és Poehler létrehozták az Animal Pictures nevű produkciós céget. Első projektjük a "Sarah Cooper: Minden rendben" volt, amelyet ő is rendezett. A cég dolgozott a későbbiekben a "Végtelen matrjoska", a "Poker Face", és a "Lóvé" című sorozatokon is. Kettejük közös munkája 2023 októberéig tartott.
Lyonne rendezte a "Narancs az új fekete" hetedik, utolsó évadának egyik epizódját, valamint a "Shrill" és a "High Fidelity" című sorozatok egyik részét.

## Magánélete
Tizennyolc éves korában vett egy saját lakást "A varázsige: I love you"-ért kapott pénzéből a Gramercy Parkban. Jelenleg New Yorkban él, Manhattan "East Village" nevű negyedében, de van egy háza Los Angelesben is. Jellegzetességei az erős, göndör haja, a new york-i akcentus, illetve a mély, rekedtes hang. Állandó magyar hangja a hozzá hasonló orgánumú Timkó Eszter.
Mivel saját családjára nem számíthatott, bevallása szerint barátai és munkatársai töltötték be ezt a szerepet. Közeli barátai Amy Poehler, Maya Rudolph és Janicza Bravo, valamint Clea DuVall. Chloë Sevignyt szinte testvéreként szereti.
Magát heteroszexuálisnak tartja, azonban többször voltak már leszbikus afférjai. Magát úgy jellemezte, mint "többé-kevésbé az LMBT közösség kedvenc heterója", többször alakított nyíltan leszbikus karaktereket a filmvásznon is. Ki is áll az egyenjogúság mellett, emiatt 2015-ben kitüntetésben is részesítették.
A 2000-es években Lyonne számos alkalommal került összetűzésbe a törvénnyel, letartóztatták többek között ittas vezetésért, vagy azért, mert megfenyegette a szomszédait. Miután a lakók sorozatosan panaszkodtak rá, az épület tulajdonosa, Michael Rapaport színész 2005-ben kitette a szűrét. Ugyanebben az évben álnéven bekerült a manhattani Beth Israel klinikára, májgyulladással, szívbelhártya-gyulladással és légmellel; emellett heroinfüggősége miatt metadonnal kezelték. 2006 januárjában elfogatóparancsot adtak ki ellene, miután más ügyekből kifolyólag nem jelent meg többszöri idézés ellenére sem a bíróságon – mint kiderült, ekkor is alkohol- és drogfüggőségét kezeltette egy klinikán. Később meg tudott jelenni, és próbára bocsátották.
2012-ben a szívbelhártya-gyulladás miatt kialakult szövődmények okán meg kellett műteni, kezeletlenül ugyanis akár bele is halhatott volna. Drogfüggőségére és műtétjére a "Narancs az új fekete" című sorozatban játszott karakterének a háttértörténete reflektál.Bár korábban láncdohányos volt, 2023-ban abbahagyta azt.
Az 1990-es években Edward Furlonggal járt, majd később Andrew Zipernnel. 2014-től 2022-ig a színész Fred Armisen volt a partnere.

## Inspirációk, hobbik
A filmvásznon gyakran alakít kemény, nagyszájú, trágár karaktereket. Elmondása szerint ezt az attitűdöt gyerekkorában vette fel, amikor sokat nézte Sylvester Stallone, Al Pacino és Robert de Niro filmjeit. Később John Cassavetes, Peter Falk, Lou Reed, Nora Ephron és Delia Ephron voltak rá nagy hatással.
Szenvedélyes keresztrejtvényfejtő, 2019-ben maga is beküldött egy feladványt a New York Times-nak. A forgatókönyvírók és színészek 2023-as sztrájkja alatt egy aukciót hirdetett meg : a legtöbbet fizető rajongóval közösen fejtett meg egy rejtvényt, a befolyt összeget pedig a szakszervezeti koalíciónak ajánlotta fel. Érdekli a filozófia, a klasszikus filmművészet és a kvantumfizika.
Van egy Rootbeer névre hallgató, maltipo fajtájú kutyája, amivel sokszor mutakozik együtt.

## Filmográfia

### Film
| Év   | Magyar cím                          | Eredeti cím                                  | Szerep                                     | Magyar hang        |
| ---- | ----------------------------------- | -------------------------------------------- | ------------------------------------------ | ------------------ |
| 1986 | Féltékenység                        | Heartburn                                    | Rachel unokahúga (stáblistán nem szerepel) |                    |
| 1990 | Légió mindhalálig                   | A Man Called Sarge                           | arab lány                                  |                    |
| 1993 | Dennis, a komisz                    | Dennis the Menace                            | Polly                                      | Somlai Edina       |
| 1996 | A varázsige: I love you             | Everyone Says I Love You                     | Djuna "DJ" Berlin                          | Szénási Kata       |
| 1998 | Beverly Hills csórói                | Slums of Beverly Hills                       | Vivian Abromowitz                          | Hámori Eszter      |
| 1998 | Alibi törzs                         | Krippendorf's Tribe                          | Shelly Krippendorf                         | Nemes Takách Kata  |
| 1999 | Amerikai pite                       | American Pie                                 | Jessica                                    | Timkó Eszter       |
| 1999 | Detroit Rock City                   | Detroit Rock City                            | Christine Sixteen                          | Liptai Claudia     |
| 1999 |                                     | Freeway II: Confessions of a Trickbaby       | Crystal "White Girl" Van Meuther           |                    |
| 1999 | Mentsd meg a pom-pom lányt!         | But I'm a Cheerleader                        | Megan Bloomfield                           | Molnár Ilona       |
| 1999 |                                     | The Auteur Theory                            | Rosemary Olson                             |                    |
| 2001 | Mrs. Maffia                         | Plan B                                       | Kaye                                       | Roatis Andrea      |
| 2001 |                                     | Fast Sofa                                    | Tamara Jenson                              |                    |
| 2001 | Horrorra akadva 2.                  | Scary Movie 2                                | Megan Voorhees                             | Simonyi Piroska    |
| 2001 | Amerikai pite 2.                    | American Pie 2                               | Jessica                                    | Timkó Eszter       |
| 2001 | A szürke zóna                       | The Grey Zone                                | Rosa                                       |                    |
| 2001 | Kate és Leopold                     | Kate & Leopold                               | Darci                                      | Závodszky Noémi    |
| 2002 | Képregényhős                        | Comic Book Villains                          | Judy Link                                  | Hámori Eszter      |
| 2002 | Cikkcakk                            | Zig Zag                                      | Jenna                                      |                    |
| 2002 |                                     | Night at the Golden Eagle                    | Amber                                      |                    |
| 2003 |                                     | Die, Mommie, Die!                            | Edith Sussman                              |                    |
| 2003 | Party szörnyek                      | Party Monster                                | Brooke                                     | Simon Eszter       |
| 2004 |                                     | America Brown                                | Vera                                       |                    |
| 2004 | Őrültek háza                        | Madhouse                                     | Alice                                      | Szabó Gertrúd      |
| 2004 | Penge – Szentháromság               | Blade: Trinity                               | Sommerfield                                | Nyírő Eszter       |
| 2005 | Robotok                             | Robots                                       | Loretta Ütvefúrka (hangja)                 | Mics Ildikó        |
| 2005 |                                     | My Suicidal Sweetheart                       | Grace                                      |                    |
| 2008 | Fogadj a nőre                       | Tricks of a Woman                            | Sally                                      |                    |
| 2009 |                                     | The Immaculate Conception of Little Dizzle   | Tracy                                      |                    |
| 2009 |                                     | Jelly                                        | Mona Hammel                                |                    |
| 2009 |                                     | Goyband                                      | Fani                                       |                    |
| 2009 |                                     | Outrage: Born in Terror                      | Molly                                      |                    |
| 2009 |                                     | Heterosexuals                                | Ellia                                      |                    |
| 2010 |                                     | All About Evil                               | Deborah Tennis                             |                    |
| 2011 | 4:44 – Az utolsó nap a Földön       | 4:44 Last Day on Earth                       | Tina                                       |                    |
| 2011 |                                     | Night Club                                   | Mrs. Keaton                                |                    |
| 2012 | Amerikai pite: A találkozó          | American Reunion                             | Jessica                                    | Timkó Eszter       |
| 2013 |                                     | 7E                                           | Yael                                       |                    |
| 2013 |                                     | He's Way More Famous Than You                | önmaga                                     |                    |
| 2013 |                                     | The Rambler                                  | Cheryl                                     |                    |
| 2013 |                                     | G.B.F.                                       | Ms. Hogel                                  |                    |
| 2013 | Majdnem tökéletes lány              | Girl Most Likely                             | Allyson                                    |                    |
| 2013 |                                     | Clutter                                      | Lisa Bradford                              |                    |
| 2014 | Írók a pácban                       | Loitering with Intent                        | Kaplan                                     | Kisfalvi Krisztina |
| 2015 |                                     | Addicted to Fresno                           | Martha Jackson                             |                    |
| 2015 | A (sz)ex az oka mindennek           | Sleeping with Other People                   | Kara                                       | Nemes Takách Kata  |
| 2015 | Hello, Doris vagyok                 | Hello, My Name Is Doris                      | Sally                                      |                    |
| 2015 |                                     | Bloomin Mud Shuffle                          | Jock                                       |                    |
| 2015 |                                     | Horror                                       | Emma                                       |                    |
| 2016 | Jógamánia                           | Yoga Hosers                                  | Tabitha Collette                           | Wégner Judit       |
| 2016 | A párterápia                        | The Intervention                             | Sarah                                      | Szilágyi Csenge    |
| 2016 |                                     | Antibirth                                    | Lou                                        |                    |
| 2016 |                                     | Adam Green's Aladdin                         | anya                                       |                    |
| 2016 |                                     | Jack Goes Home                               | Nancy                                      |                    |
| 2017 |                                     | Girlfriend's Day                             | Miss Taft                                  |                    |
| 2017 |                                     | Handsome: A Netflix Mystery Movie            | Fleur Scozzari nyomozó                     |                    |
| 2018 |                                     | A Futile and Stupid Gesture                  | Anne Beatts                                |                    |
| 2018 |                                     | Family                                       | Juggalette                                 |                    |
| 2018 | Kutyaparádé                         | Show Dogs                                    | Mattie                                     |                    |
| 2019 | Honey Boy                           | Honey Boy                                    | anya                                       | Solecki Janka      |
| 2019 | Ad Astra – Út a csillagokba         | Ad Astra                                     | Tanya Pincus                               | Solecki Janka      |
| 2019 | Csiszolatlan gyémánt                | Uncut Gems                                   | Boston játékos személyzete (hangja)        |                    |
| 2020 | Jó utat a tudatmódosítók világában! | Have a Good Trip: Adventures in Psychedelics | önmaga                                     |                    |
| 2020 | Ellenállhatatlan                    | Irresistible                                 | Tina De Tessant                            | Ágoston Katalin    |
| 2021 |                                     | The United States vs. Billie Holiday         | Tallulah Bankhead                          |                    |
| 2022 | DC Szuperállatok Ligája             | DC League of Super-Pets                      | Merton (hangja)                            | Nyakó Júlia        |
| 2022 | Tőrbe ejtve – Az üveghagyma         | Glass Onion: A Knives Out Mystery            | önmaga                                     |                    |
| 2023 | Az apa három lánya                  | His Three Daughters                          | Rachel                                     | Pikali Gerda       |
| 2024 | Egy majdnem karácsonyi történet     | An Almost Christmas Story                    | Pat (hangja)                               |                    |
| 2025 | A rosszfiúk 2.                      | The Bad Guys 2                               | Susan (hangja)                             | Réti Adrienn       |
| 2025 | A hupikék törpikék                  | Smurfs                                       | Pukkmama (hangja)                          | Timkó Eszter       |
| 2025 | A Fantasztikus 4-es: Első lépések   | The Fantastic Four: First Steps              | Rachel Rozman                              | Parti Nóra         |

### Televízió
| Év        | Magyar cím                               | Eredeti cím                            | Szerep                                  | Megjegyzések                                                                  |
| --------- | ---------------------------------------- | -------------------------------------- | --------------------------------------- | ----------------------------------------------------------------------------- |
| 1986      |                                          | Pee-wee's Playhouse                    | Opal                                    | 6 epizód                                                                      |
| 1998      | Vámpírok harca                           | Modern Vampires                        | Rachel                                  | tévéfilm                                                                      |
| 2000      | Will és Grace                            | Will & Grace                           | Gillian                                 | 1 epizód                                                                      |
| 2000      | Ha a falak beszélni tudnának 2.          | If These Walls Could Talk 2            | Jeanne                                  | tévéfilm                                                                      |
| 2001      |                                          | Night Visions                          | Bethany Daniels                         | 1 epizód                                                                      |
| 2002      | A Sorscsapás család                      | Grounded for Life                      | Gretchen                                | 1 epizód                                                                      |
| 2007      | Raboljuk ki Mick Jaggert!                | The Knights of Prosperity              | filmcsillag                             | 1 epizód                                                                      |
| 2009      | A bátyám cipőjében                       | Loving Leah                            | Esther                                  | - tévéfilm - magyar hangja: - Szabó Gertrúd                                   |
| 2011      | Új csaj                                  | New Girl                               | Gretchen                                | 1 epizód                                                                      |
| 2011      | Esküdt ellenségek: Különleges ügyosztály | Law & Order: Special Victims Unit      | Gia Eskas                               | 1 epizód                                                                      |
| 2012      | Nancy ül a fűben                         | Weeds                                  | Tiffani                                 | 2 epizód                                                                      |
| 2013      |                                          | NTSF:SD:SUV::                          | Mrs. Barbato                            | 1 epizód                                                                      |
| 2013–2019 | Narancs az új fekete                     | Orange Is the New Black                | Nicky Nichols                           | - főszereplő (81 epizód) - rendező (1 epizód) - magyar hangja: - Timkó Eszter |
| 2015      | Csajok                                   | Girls                                  | Rickey                                  | 1 epizód                                                                      |
| 2015      |                                          | Comedy Bang! Bang!                     | Katie                                   | 1 epizód                                                                      |
| 2015      | Sanjay és Craig                          | Sanjay and Craig                       | Chido (hangja)                          | 1 epizód                                                                      |
| 2015–2016 | Amynek áll a világ                       | Inside Amy Schumer                     | Stacy                                   | 1 epizód                                                                      |
| 2015–2018 |                                          | Portlandia                             | több szereplő                           | 5 epizód                                                                      |
| 2016      |                                          | The $100,000 Pyramid                   | önmaga                                  | vetélkedő (1 epizód)                                                          |
| 2016–2019 |                                          | Steven Universe                        | Smoky Quartz (hangja)                   | 3 epizód                                                                      |
| 2016–2019 | A Simpson család                         | The Simpsons                           | Sophie (hangja)                         | 3 epizód                                                                      |
| 2018–     |                                          | Ballmastrz: 9009                       | Gaz Digzy (hangja)                      | 16 epizód                                                                     |
| 2018      |                                          | Corporate                              | Gretchen                                | 1 epizód                                                                      |
| 2018      | Állatok                                  | Animals.                               | Can't Hardly Wait VHS másolata (hangja) | 1 epizód                                                                      |
| 2018–2019 | Hormonokkal túlfűtve                     | Big Mouth                              | Suzette (hangja)                        | 3 epizód                                                                      |
| 2019–     | Végtelen matrjoska                       | Russian Doll                           | Nadia Vulvokov                          | - főszereplő - forgatókönyvíró, rendező és producer                           |
| 2019      |                                          | Documentary Now!                       | Carla Meola                             | 1 epizód                                                                      |
| 2019      |                                          | An Emmy for Megan                      | önmaga                                  | 1 epizód                                                                      |
| 2019      | Van rá magyarázat                        | Explained                              | narrátor (hangja)                       | 1 epizód                                                                      |
| 2019      |                                          | Steven Universe Future                 | Smoky Quartz (hangja)                   | 1 epizód                                                                      |
| 2019      |                                          | Cake                                   | Gretchen                                | 1 epizód                                                                      |
| 2019      |                                          | John Mulaney & the Sack Lunch Bunch    | önmaga                                  | különkiadás                                                                   |
| 2020      |                                          | Shrill                                 |                                         | 1 epizód rendezője                                                            |
| 2020      |                                          | Awkwafina Is Nora from Queens          | nő a fodrászatban                       | szereplő és rendező (1 epizód                                                 |
| 2020      |                                          | High Fidelity                          | rendező                                 | 1 epizód                                                                      |
| 2020      |                                          | Crossing Swords                        | Norah                                   | 1 epizód                                                                      |
| 2020      |                                          | Bless the Harts                        | Debbie Donatello                        | 1 epizód                                                                      |
| 2020      | Sarah Cooper: Minden rendben             | Sarah Cooper: Everything is Fine       | rendező                                 |                                                                               |
| 2021      | A tíz éves Tom                           | Ten Year Old Tom                       | Irene                                   | 1 epizód                                                                      |
| 2022      | Saturday Night Live                      | Saturday Night Live                    | önmaga                                  | műsorvezető                                                                   |
| 2022      |                                          | Loot                                   | vezető producer                         |                                                                               |
| 2023–     | Poker Face                               | Poker Face                             | Charlie Cale                            | - főszereplő - író, rendező és producer - magyar hangja: - Timkó Eszter       |
| 2023      |                                          | The Eric Andre Show                    | önmaga                                  | 1 epizód                                                                      |
| 2023      |                                          | HouseBroken                            | több szerep                             | 2 epizód                                                                      |
| 2024–     |                                          | The Second Best Hospital in the Galaxy | Tup nővér (hangja)                      | főszereplő és producer                                                        |
| 2024      |                                          | Fantasmas                              | Suzanna                                 | 2 epizód                                                                      |
| 2024      | Mi lenne, ha…?                           | What If...?                            | Byrdie (hangja)                         | - 2 epizód - magyar hangja: - Ágoston Katalin                                 |

## Fordítás
- Ez a szócikk részben vagy egészben  a   Natasha Lyonne című angol Wikipédia-szócikk fordításán alapul.  Az eredeti cikk szerkesztőit annak laptörténete sorolja fel. Ez a jelzés csupán a megfogalmazás eredetét és a szerzői jogokat jelzi, nem szolgál a cikkben szereplő információk forrásmegjelöléseként.